# Sobor (Ungheria)
Sobor è un comune di 321 abitanti situato nella contea di Győr-Moson-Sopron, nell'Ungheria nordoccidentale.